# رحال المسكيني
رحال المسكيني كان مناضلا مغربيا ضد الاستعمار الفرنسي. شارك مع ابراهيم الروداني في تأسيس المنظمة السرية أواخر أربعينات القرن العشرين. قتله أعضاء الهلال الأسود في الدار البيضاء.

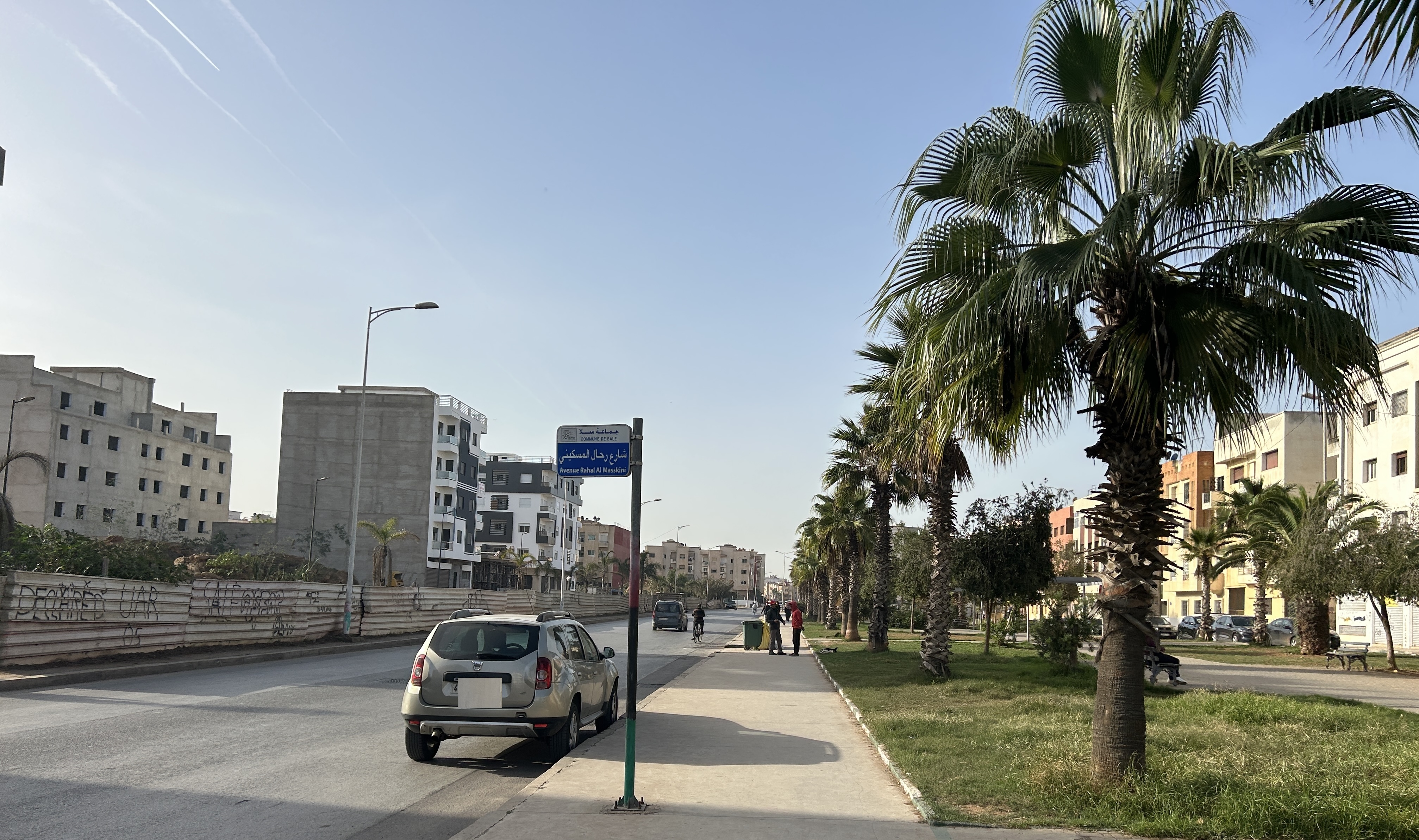
شارع باسم رحال المسكيني بمدينة سلا المغربية

## سيرة
رحال المسكيني أصلا من قبيلة بني مسكين في جهة الشاوية ورديغة. انضم إلى حزب الاستقلال في الحادي والعشرين من عمره (قسم القنيطرة عام 1947).
استقر في الدار البيضاء عام 1952 وشارك في المنظمة السرية المغربية. كان مسلحا بمسدس، ومن المعروف أنه كان شرسا مع المستعمرين والمغاربة الموالين لهم. اعتقل عام 1954، ولكنه تمكن من الهروب بعد 40 يوما من التعذيب.

## اغتيال
في أعقاب الاستقلال انشقت عناصر المقاومة. هاجمه أعضاء الهلال بتاريخ 17 ديسمبر 1956، وقتل المسكيني رميا بالرصاص.